# Monastère de Rakovac
Le monastère de Rakovac (en serbe cyrillique : Манастир Раковац ; en serbe latin Manastir Rakovac) est un monastère orthodoxe serbe situé en Serbie dans la province autonome de Voïvodine, près de la ville de Beočin. Il est un des 16 monastères de la Fruška gora, dans la région de Syrmie. Il dépend de l'éparchie de Syrmie et est inscrit sur la liste des monuments culturels d'importance exceptionnelle de la république de Serbie (identifiant no SK 1019).

## Historique

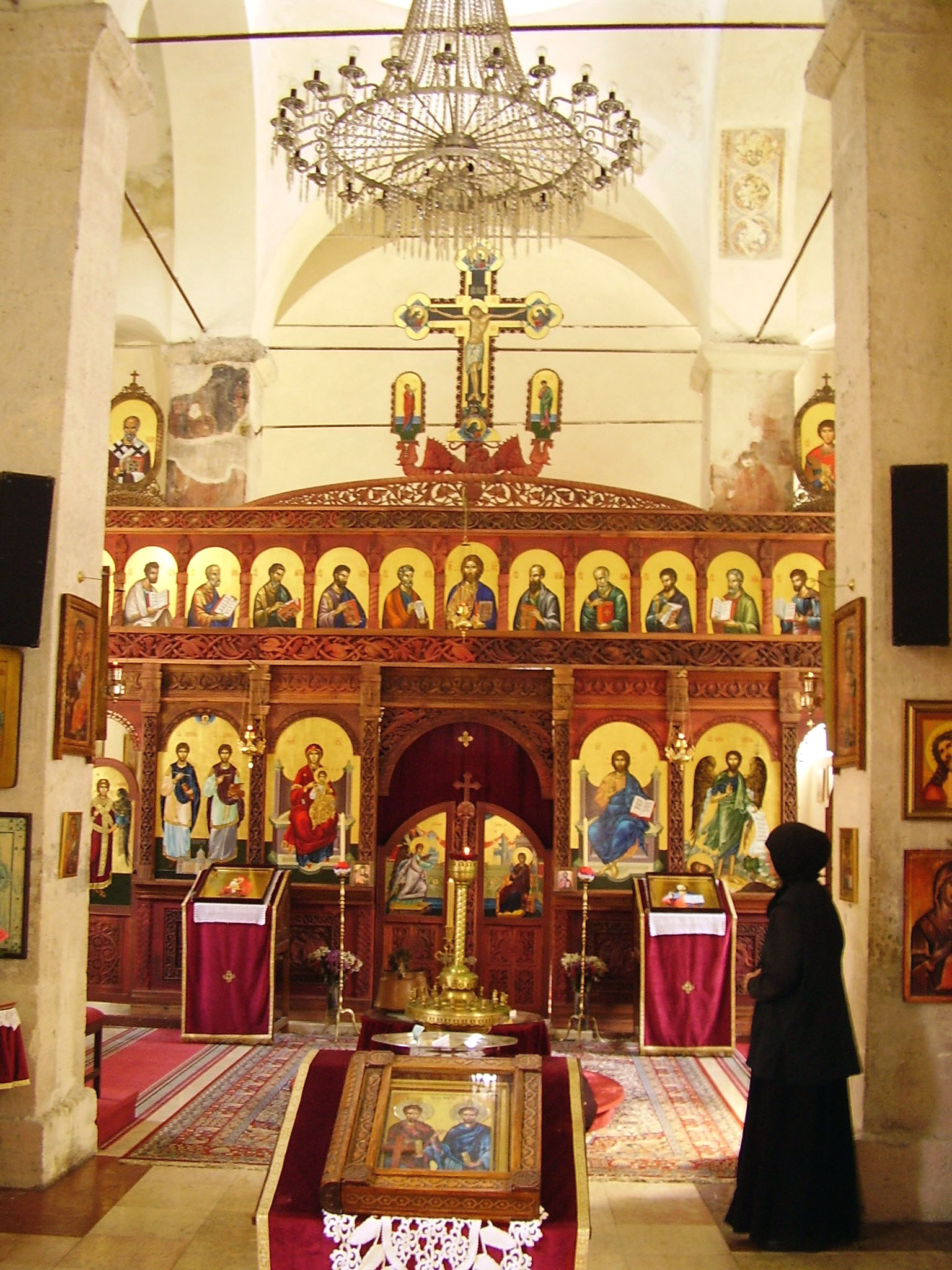
L'iconostase de l'église du monastère.

Selon une légende remontant à 1704, le monastère de Rakovac aurait été fondé par un certain Raka, compagnon du despote serbe Jovan Branković ; il aurait été construit en 1498. En revanche, la première source historique qui le mentionne date de 1545-1546.